# Marek Štěch
Marek Štěch (Praga, 28 gennaio 1990) è un calciatore ceco, portiere del Ligmet Milín.

## Carriera

### Club

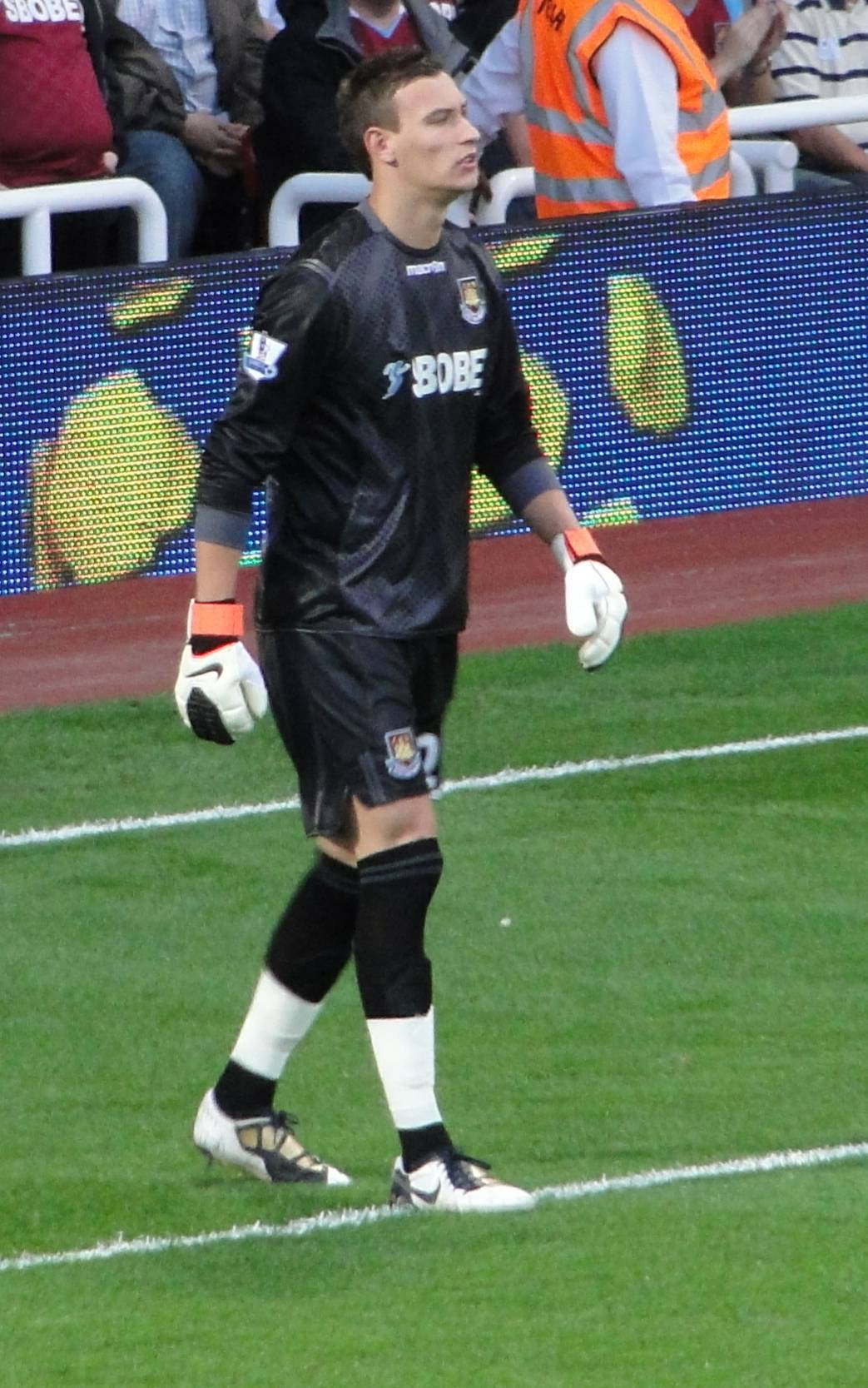
Štěch con la maglia del West Ham al suo debutto.

#### West Ham: giovanili e prestiti
Cresce nelle giovanili dello Sparta Praga, uno dei migliori club della Repubblica Ceca, nel 2006 viene notato dagli osservatori del West Ham che decidono di portarlo in Inghilterra a 16 anni. Štěch rimane nelle giovanili del club londinese fino al 2008 quando viene portato in prima squadra. Il 4 luglio 2008 rinnova il contratto con il West Ham fino al 2013. Prende parte ad alcune amichevoli contro Petersborough 2-0 e Southampton 2-2. Il 12 marzo 2009 viene ceduto in prestito al Wycombe Wanderers, squadra di Football League Two, fino alla fine della stagione. Esordisce con la nuova squadra il 14 marzo 2009 contro il Brentford incontro che si concluderà sul 3-3. Tuttavia un infortunio all'inguine e all'anca limiterà le presenze del giovane ceco a due soltanto.
All'inizio della stagione 2009-10 sceglie la casacca con il numero 34. Prima di fare la sua prima apparizione con gli Hammers la maglia numero 34 viene presa da Oliver Lee che doveva giocare in un incontro di Coppa di Lega inglese contro il Millwall. Così Štěch opta per il numero 29.
L'11 dicembre 2009 viene mandato al Bournemouth in un prestito "d'emergenza" durato solo 7 giorni. Riesce a giocare una sola sfida contro il Morecambe, incontro perso per 5-0.
Tornato a Londra viene mandato in panchina contro il Chelsea.
Esordisce con la maglia del West Ham il 24 agosto 2010 in West Ham-Oxford United 1-0., partita di Coppa di Lega. A fine stagione il West Ham retrocede in Championship. Štěch viene ceduto in prestito allo Yeovil Town, squadra di Football League One.
Esordisce con la nuova maglia il 15 ottobre 2011 contro il Carlisle United (0-3), partita di FLO. Il 5 novembre gioca la sua ultima partita con la maglia dello Yeovil Town contro il Chesterfield (2-2).
Dopo esser rientrato a Londra, il West Ham decide di cederlo nuovamente in prestito nel gennaio del 2011, al Leyton Orient, in Football League One. Debutta il 25 febbraio a Bury (1-1), mentre una settimana dopo gioca la sua seconda ed ultima partita contro il Walsall (1-1).

#### Yeovil Town
Il 5 luglio del 2012 firma un biennale con lo Yeovil Town, venendo ceduto a titolo definitivo dal West Ham dopo 5 anni. Il 18 agosto fa il suo esordio nell'1-1 contro il Coventry. Il 25 agosto, in Scunthorpe-Yeovil Town (0-4) riesce a mantenere inviolata la propria porta.

### Nazionale
Debutta con la nazionale Under-17 il 29 marzo 2006 in Francia-Repubblica Ceca 3-1. Disputa diversi incontri con l'Under-17 e con l'Under-19. Esordisce con l'Under-21 il 3 marzo 2010 contro la Finlandia, partita che terminerà sul punteggio di 1-0 per i cechi. Il 7 settembre 2010 disputa la sua prima gara ufficiale nell'Under-21 in Repubblica Ceca-Islanda 3-1. L'11 novembre 2011 gioca la sua seconda partita in Under-21 contro l'Armenia (0-2).
Il 3 giugno 2014 esordisce in Nazionale maggiore nell'amichevole persa in casa contro l'Austria (1-2).

## Statistiche

### Cronologia presenze e reti in nazionale
| Cronologia completa delle presenze e delle reti in nazionale ― Rep. Ceca | Cronologia completa delle presenze e delle reti in nazionale ― Rep. Ceca | Cronologia completa delle presenze e delle reti in nazionale ― Rep. Ceca | Cronologia completa delle presenze e delle reti in nazionale ― Rep. Ceca | Cronologia completa delle presenze e delle reti in nazionale ― Rep. Ceca | Cronologia completa delle presenze e delle reti in nazionale ― Rep. Ceca | Cronologia completa delle presenze e delle reti in nazionale ― Rep. Ceca | Cronologia completa delle presenze e delle reti in nazionale ― Rep. Ceca |
| Data                                                                     | Città                                                                    | In casa                                                                  | Risultato                                                                | Ospiti                                                                   | Competizione                                                             | Reti                                                                     | Note                                                                     |
| ------------------------------------------------------------------------ | ------------------------------------------------------------------------ | ------------------------------------------------------------------------ | ------------------------------------------------------------------------ | ------------------------------------------------------------------------ | ------------------------------------------------------------------------ | ------------------------------------------------------------------------ | ------------------------------------------------------------------------ |
| 3-6-2014                                                                 | Olomouc                                                                  | Rep. Ceca                                                                | 1 – 2                                                                    | Austria                                                                  | Amichevole                                                               | -2                                                                       |                                                                          |
| Totale                                                                   |                                                                          | Presenze                                                                 | 1                                                                        |                                                                          | Reti                                                                     | -2                                                                       |                                                                          |

## Palmarès

### Club

#### Competizioni nazionali
- Supercoppa della Repubblica Ceca: 1

Sparta Praga: 2014
- Football League One: 1

Luton Town: 2018-2019